# 新竹市竹松社區大學
新竹市竹松社區大學，簡稱竹松社大，是一所座落於臺灣新竹市東區的社區大學，設立於2016年7月，目前由國立清華大學承辦，校本部設於國立清華大學南大校區，辦學主軸為地方知識學、社區組織、地方公共參與等，服務範圍包含新竹市全境。

## 沿革
前身為成立於1999年的新竹市青草湖社區大學，為臺灣第二所社區大學。
2002年，曾發生與積欠教師薪資及廠商費用事件，2015年因發生詐領經費事件，由新竹市政府改名重新招標。
2016年7月，由國立新竹教育大學得標，隨後因清大與竹教大合併案，2016年11月起由國立清華大學營運至今。

## 歷任校長
新竹市竹松社區大學
- 戴念華：2017年-2020年
- 焦傳金：2020年-2021年
- 戴念華：2021年-2022年
- 巫勇賢：2022年-現

## 外部連結
- （中文）教育部全國社區大學教育資訊網-新竹市竹松社區大學資訊
- （中文）新竹市竹松社區大學
- （中文）新竹市竹松社區大學Facebook專頁